# Pikaliiva
Pikaliiva is een subdistrict of wijk (Estisch: asum) binnen het stadsdistrict Haabersti in Tallinn, de hoofdstad van Estland. De naam betekent ‘lang zand’. De wijk telde 4.085 inwoners op 1 januari 2020. Het Harkumeer (oppervlakte 1,6 km²) ligt op het grondgebied van Pikaliiva. Aan de andere kant van het meer ligt het dorp Harkujärve in de gemeente Harku.

## Bijzonderheden

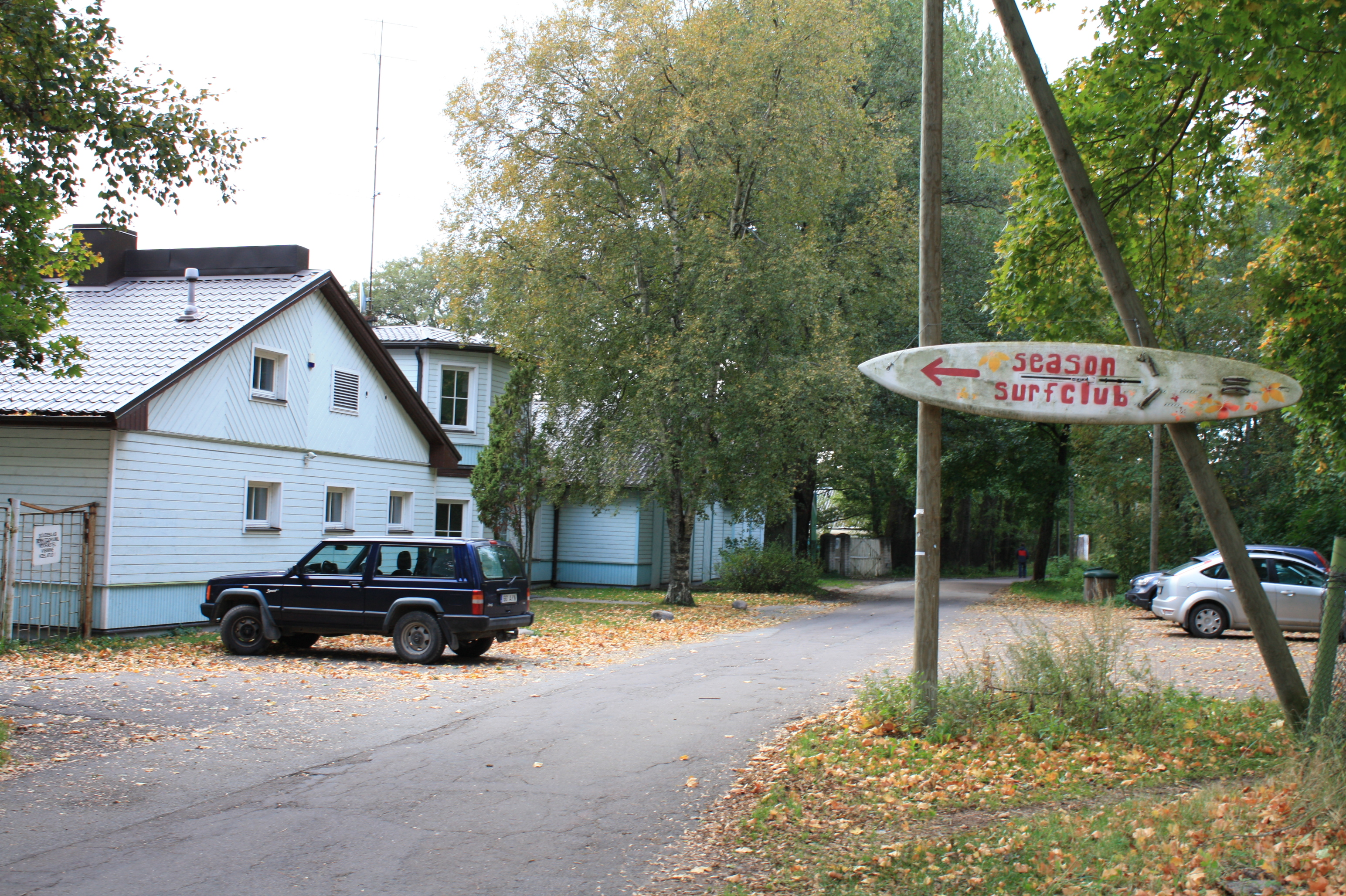
Een straat in Pikaliiva

De wijk grenst aan de wijken Vismeistri, Õismäe, Haabersti, Väike-Õismäe en de gemeente Harku.
Pikaliiva bestaat voor het grootste deel uit vrijstaande huizen voor de beter gesitueerden. Het Harkumeer is geliefd bij vissers en watersporters. Aan de oevers van het meer zijn wat clubs en horecagelegenheden gevestigd.
De noordgrens van de wijk wordt gevormd door de wegen Rannamõisa tee en Vana-Rannamõisa tee. Over die wegen lopen buslijnen van de aangrenzende wijk Väike-Õismäe naar de wijken Tiskre en Kakumäe.
Astangu · Haabersti · Kakumäe · Mäeküla · Mustjõe · Õismäe · Pikaliiva · Rocca al Mare · Tiskre · Väike-Õismäe · Veskimetsa · Vismeistri